# Trachycephalus atlas
Trachycephalus atlas är en groddjursart som beskrevs av Werner C.A. Bokermann 1966. Trachycephalus atlas ingår i släktet Trachycephalus och familjen lövgrodor. IUCN kategoriserar arten globalt som livskraftig. Inga underarter finns listade i Catalogue of Life.